# Heize
Jang Da-hye (hangul: 장다혜; rr: Jang Da-hye; nascida em 9 de agosto de 1991), mais conhecida na carreira musical pelo seu nome artístico Heize (hangul: 헤이즈; rr: Heijeu), é uma cantora, compositora e rapper sul-coreana sob o selo da gravadora P Nation. Depois de fazer sua estreia em 2014 com o EP Heize, ela aumentou seu perfil ao aparecer na segunda temporada do reality show sul-coreano Unpretty Rapstar.

## Vida pessoal
No dia 5 de outubro de 2015, foi confirmado por sua agência que ela
e Crucial Star estavam em um relacionamento que já tinha 2 anos de duração.
 Uma semana após o anúncio, foi anunciado que eles haviam rompido a relação.

## Discografia

### Extended plays
| Título   | Detalhes do álbum | Melhor Posição Nos Charts | Vendas       |
| Título   | Detalhes do álbum | KOR                       | Vendas       |
| -------- | --- | ------------------------- | ------------ |
| Heize    | - Lançamento: 21 de março de 2014 - Gravadora: CJ E&M Track list 1. Maktoob 2. Even the little club (클럽이라도 좀 가) 3. I Know (알고 있어) 4. After I've Wandered A Bit (조금만 더 방황 하고) featuring Crucial Star 5. Even the little club (클럽 이라도 좀 가) instrumental 6. I Know (알고 있어) instrumental | —                         | —            |
| And July | - Lançamento: 18 de julho de 2016 - Gravadora: CJ E&M Track list 1. And July (featuring DEAN & DJ Friz) 2. Underwater 3. No Way 4. Shut Up & Groove (featuring DEAN) 5. Skit: Rainy Day 6. 돌아 오지마 (Do not Come Back) (Acoustic Ver.)                                                                          | 34                        | - KOR: 1,479 |

### Músicas
| Título                                              | Ano                | Melhor Posição Nos Charts | Melhor Posição Nos Charts | Vendas             | Álbum                                     |
| Título                                              | Ano                | KOR                       | US World                  | Vendas             | Álbum                                     |
| Como Artista Líder                                  | Como Artista Líder | Como Artista Líder        | Como Artista Líder        | Como Artista Líder | Como Artista Líder                        |
| --------------------------------------------------- | ------------------ | ------------------------- | ------------------------- | ------------------ | ----------------------------------------- |
| "After I've Wandered A Bit (featuring Crucial Star) | 2014               | —                         | —                         | —                  | rowspan="4" Predefinição:Non-album single |
| "My Boyfriend Says Thank You"                       | 2015               | —                         | —                         | —                  |                                           |
| "Sweet Pume Pume" (featuring Monokim)               | 2015               | —                         | —                         | —                  |                                           |
| "Me, Myself and I" (featuring Jessi & Wheesung)     | 2015               | 19                        | —                         | - KOR: 134,960     |                                           |
| "Don't Make Money" (featuring Chanyeol)             | 2015               | 43                        | —                         | - KOR: 60,192      | Unpretty Rapstar 2 Semi-final Part 1      |
| "Do Not Come Back" (featuring Junhyung)             | 2016               | 11                        | —                         | - KOR: 1,139,803+  | Predefinição:Non-album single             |
| "And July" (featuring DEAN & DJ Fritz)              | 2016               | 9                         | —                         | - KOR: 766,749+    | And July                                  |
| "Shut Up & Groove" (featuring DEAN)                 | 2016               | 27                        | 24                        | - KOR: 264,326     | And July                                  |
| "Star"                                              | 2016               | 1                         | —                         | - KOR: 724,845+    | Predefinição:Non-album single             |
| Colaborações                                        |                    |                           |                           |                    |                                           |
| "Don't Stop" (with various artists)                 | 2015               | 17                        | —                         | - KOR: 155,244     | rowspan="2" Predefinição:Non-album single |
| "Lil' Something" (with Vibe and Chen)               | 2016               | 13                        | —                         | - KOR: 402,402     |                                           |
| Como Artista Convidada                              |                    |                           |                           |                    |                                           |
| "Chilin'" (Crucial Star featuring Fana & Heize)     | 2013               | —                         | —                         | —                  | Drawing #2: A Better Man                  |
| "Hug Me" (Hyobin featuring Heize)                   | 2014               | —                         | —                         | —                  | rowspan="3" Predefinição:Non-album single |
| "Blind Date" (Vanilla Acoustic featuring Heize)     | 2016               | —                         | —                         | —                  |                                           |
| "Navigation" (Davii featuring Heize)                | 2017               | —                         | —                         | —                  |                                           |
| "—" denota que o lançamento não entrou nos charts.  |                    |                           |                           |                    |                                           |

### Aparição em Trilhas Sonoras
| Título                                             | Ano  | Melhor Posição Nos Charts | Vendas          | Álbum                                    |
| Título                                             | Ano  | KOR                       | Vendas          | Álbum                                    |
| -------------------------------------------------- | ---- | ------------------------- | --------------- | ---------------------------------------- |
| "Did You Ride UFO?" (with Go Young-bae)            | 2016 | —                         | —               | Jealousy Incarnate - OST                 |
| "Did You Ride UFO?" (Acoustic Version)             | 2016 | —                         | —               | Jealousy Incarnate - OST                 |
| "Round and Round" (feat. Han Soo-ji)               | 2017 | 4                         | - KOR: 271,665+ | Guardian: The Lonely and Great God - OST |
| "—" denota que o lançamento não entrou nos charts. |      |                           |                 |                                          |

## Filmografia

### Show de Variedades
| Ano  | Título             | Papel      | Rede |              |
| ---- | ------------------ | ---------- | ---- | ------------ |
| 2015 | Unpretty Rapstar 2 | Competidor | Mnet |              |
| 2016 | I Live Alone       | Convidado  | MBC  | Episódio 170 |
| 2016 | Happy Together     | Convidado  | KBS2 | Episódio 473 |

### Vídeos de música
| Ano  | Vídeo Músical      | Artista(s)                  | Álbum                         |
| ---- | ------------------ | --------------------------- | ----------------------------- |
| 2016 | "Lil Somethin'"    | Vibe, Chen, Heize           | Predefinição:Non-album single |
| 2016 | "Shut Up & Groove" | Heize feat. DEAN            | And July                      |
| 2016 | "And July"         | Heize feat. DEAN & DJ Fritz | And July                      |
| 2016 | "No Jam"           | Kisum                       | Musik                         |
| 2016 | "Star"             | Heize                       | Predefinição:Non-album single |

## Prêmios e indicações
Mnet Asian Music Awards : Melhor Performance Vocal Feminina[carece de fontes?]
Mnet Asian Music Awards : Melhor Performance de Rap[carece de fontes?]
Golden Disc Awards: Canções do Ano[carece de fontes?]
Mnet Asian Music Awards: Melhor Performance Vocal - Solo[carece de fontes?]